# Extremadura (equip ciclista)
L'equip Extremadura (codi UCI: SPI) va ser un formació ciclista professional espanyol que competí professionalment entre 2005 i 2008.
Es va crear el 2005 amb categoria continental amb el patrocini de la Junta d'Extremadura. El 2008 va aconseguir ser un equip professional continental, per la qual cosa participava en les curses dels Circuits Continentals.
El 2009 va desaparèixer com a equip professional i es va dedicar a la promoció de ciclistes sub-23 i amateurs.

## Classificacions UCI
L'equip participà en les proves dels circuits continentals, en particular de l'UCI Europa Tour.
UCI Europa Tour
| Temporada | Classificació per equips | Millor ciclista en la classificació individual |
| --------- | ------------------------ | ---------------------------------------------- |
| 2005      | 20è                      | Aitor Pérez Arrieta (36è)                      |
| 2006      | 48è                      | Jesús Ramírez Torres (184è)                    |
| 2007      | 54è                      | Javier Moreno Bazán (256è)                     |
| 2008      | 55è                      | Aitor Pérez Arrieta (172è)                     |

UCI Amèrica Tour
| Temporada | Classificació per equips | Millor ciclista en la classificació individual |
| --------- | ------------------------ | ---------------------------------------------- |
| 2008      | 42è                      | Ignacio Sarabia (387è)                         |